# 馬薩內利亞峰
39°48′N 2°48′E / 39.800°N 2.800°E

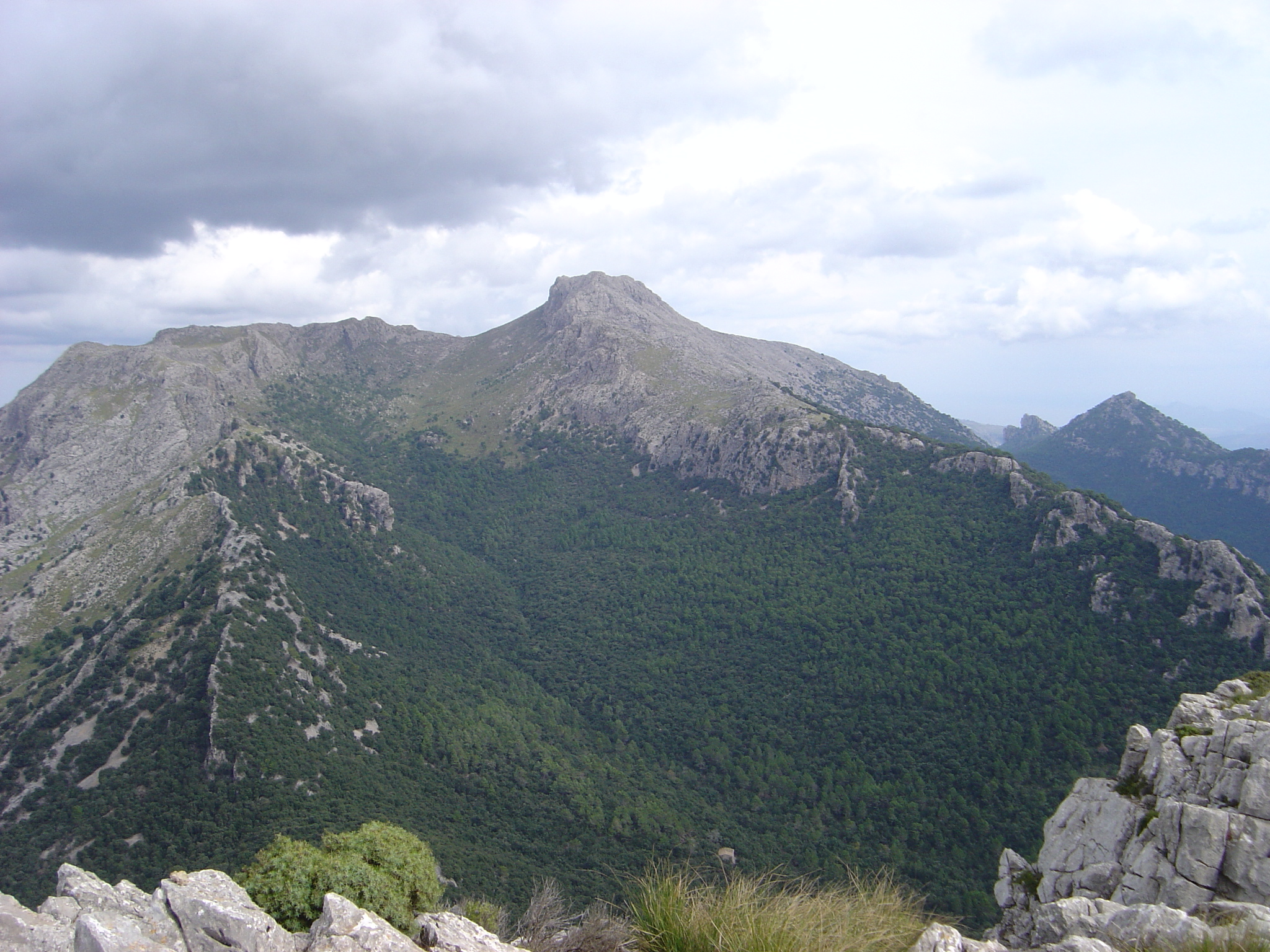

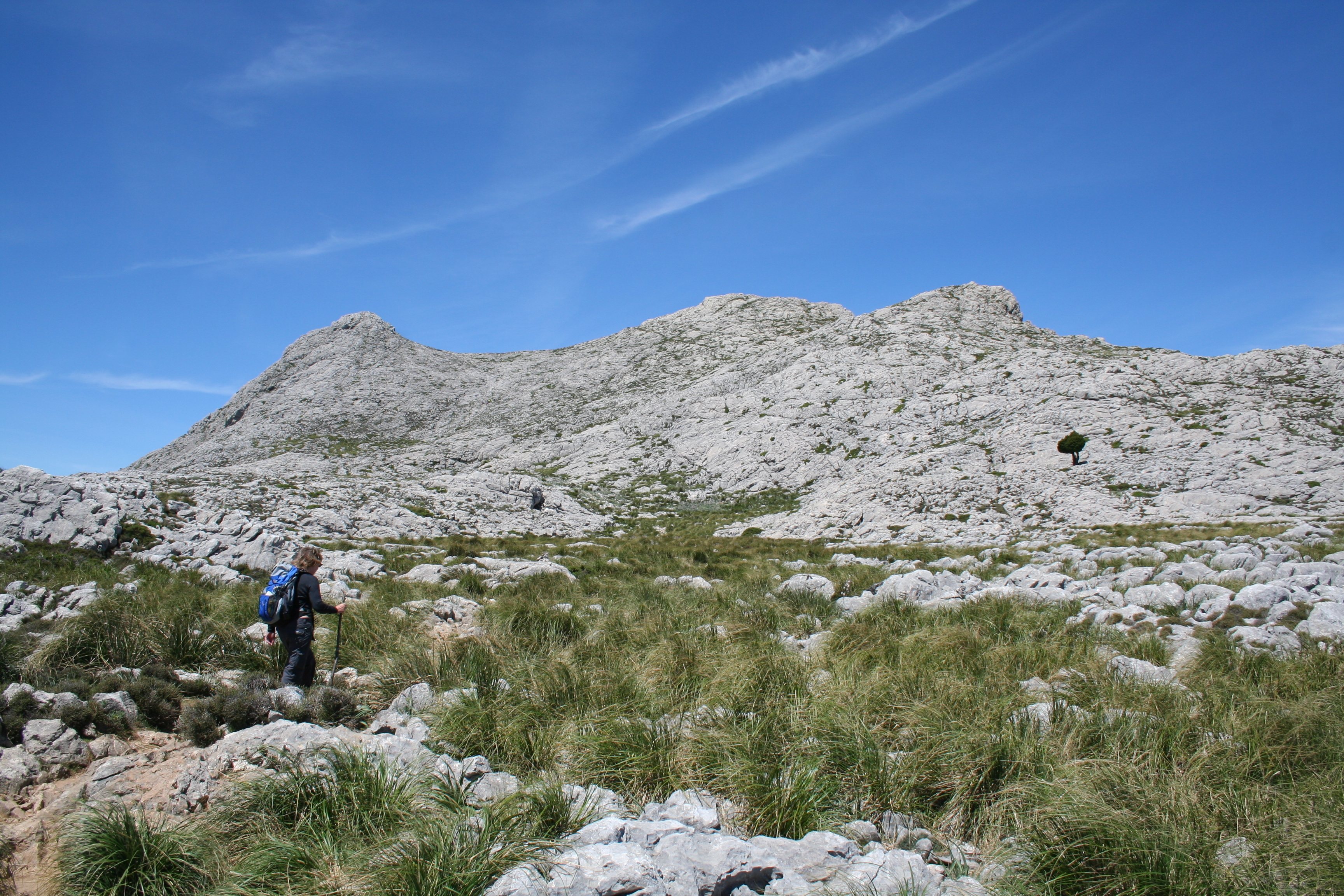

馬薩內利亞峰（西班牙語：Masanella），是西班牙的山峰，位於巴利阿里群島的馬略卡島，屬於特拉蒙塔納山脈的一部分，海拔高度1,364米，是該島的第二高峰。